# Colin Crouch
Colin Crouch (* 1. března 1944 Isleworth, Hounslow, Spojené království) je britský sociolog a politolog. V současné době působí jako emeritní profesor univerzity ve Warwicku a externí člen Institutu Maxe Plancka pro sociální studie v Kolíně nad Rýnem. Mezi lety 2012 až 2016 byl viceprezidentem British Academy pro sociální vědy.

## Biografie
Crouch získal bakalářský titul na London School of Economics and Political Science (LSE) a doktorát na Nuffield College, Oxford. Svou akademickou kariéru začal přednášením sociologie na LSE v roce 1969. V roce 1972 působil rok na univerzitě v Bathu. Dobu mezi roky 1973 až 1985 strávil přednášením na LSE. Po roce 1985 působil jako profesor sociologie Oxfordské univerzity a byl i jedním z Fellows of Trinity College na Oxfordu. Od roku 1995 pak působil jako profesor sociologie a od roku 2001 i jako vedoucí katedry politických a sociálních studií na Evropském univerzitním institutu ve Florencii. Univerzita, na které působí dodnes, je univerzita ve Warwicku, kde od roku 2005 do roku 2011 byl ve funkci profesora a poté už jen jako emeritní profesor. V roce 2005 se také stal členem British Academy. Také je externí člen Institutu Maxe Plancka pro sociální studie v Kolíně nad Rýnem.

## Dílo
Ve svých pracích se Crouch věnuje komparativní sociologii evropského prostoru, ekonomické sociologii a současným politickým problémům Velké Británie a Evropy. Další témata, kterými se zabývá, jsou například trh práce, gender, rodina, analýza nového institucionalismu a vztah demokracie a ekonomické nerovnosti v postmoderních společnosti.

### Postdemokracie
Crouch je považovaný za prvního teoretika pojmu postdemokracie, který se poprvé objevil v jeho publikaci Coping with Post-Democracy (2000) a dále byl rozpracován v knize Post-Democracy (2004).
Post-demokracie je podle Crouche reálným sociálním fenoménem, který má následující znaky:
- přestože probíhají volby, na jejichž základě se střídají vlády, vůle lidu odvozována z legitimní volby není volbou získána, ale “tvořena” masovými médii, politickými kampaněmi, marketingovými agenturami atd.,
- politika je ovládána ekonomickými zájmy a nepřímo zájmy velkého byznysu,
- krize reprezentace je vidět nejen v klasické „mediální podobě“ (kdy se obrazy prezentované v médiích neshodují s realitou), ale také v tom, že nejsou dostatečně zastoupeny sociální menšiny,
- hlavní problémy, které dříve měl na starost řešit stát nebo jím určené orgány, se přenášejí na soukromé firmy, čímž se stále více odcizuje politický systém od lidu,
- vykonávání politické moci je stále méně transparentní, politika je formována v soukromí mezi zvolenými vládami a elitami, které reprezentují obchodní zájmy.[6]

Crouch tvrdí, že společnosti byly demokracii nejblíže vždy po velkých krizích režimů, kdy bylo nadšení pro demokracii a občanská participace všeobecně rozšířené. V západní Evropě se jednalo většinou o dobu po druhé světové válce, ve Skandinávii a Spojených státech i těsně před ní. V těchto vyspělých průmyslových státech došlo k určitému kompromisu mezi kapitalistickými obchodními zájmy a pracujícím lidem. Takovýto keynesiánský režim se nicméně v 70. letech začal rozpadat, když se lidé znudění každodenní rutinou přestali angažovat v politických organizacích a volební účast začala klesat.
Podle Crouche se nám zdá, že žijeme v té "nejdemokratičtější" době, kde sami politici volají po transparentnosti politiky, voliči jim důvěřují a až v nezdravé míře je respektují. Politici ovšem pro zachování voličské přízně neustále sledují trendy ve společnosti, aby se jim mohli přizpůsobit. Crouch si pokládá otázku, zda jsou volební programy tvořené na základě průzkumů veřejného mínění opravdu nějakým vyšším stupněm demokracie.
Současnou postdemokratickou společnost vidí jako kombinaci prvků typických pro demokratickou a predemokratickou epochu. V predemokratické době měly největší politickou moc a nejvyšší pozice ve veřejném životě společenské elity. Dnes vzniká nová politická a ekonomická elita, a to kvůli rostoucí závislosti politických stran na průzkumech veřejného mínění, politickém poradenství a masivních předvolebních kampaní. K tomu totiž potřebují velké množství financí, které jim poskytují firmy a nadnárodní společnosti výměnou za jistou míru politického vlivu. Kromě rostoucího vlivu a bohatství tak korporace získávají i privilegované politické postavení.
Český sociolog Václav Bělohradský ve svém článku Dlouhý stín krátkého století (2007) píše: “...Crouchova „postdemokracie“ [je] výsledkem historického setkání konzumní společnosti s technokratickou a mediální diktaturou: nesmyslný samopohyb růstu lze udržet v běhu jen zaváděním stále většího počtu prvků diktatury do společnosti.” 
Crouch za východisko považuje redukovat politický vliv obchodních zájmů. Co se občanské problematiky týče, Crouch tvrdí, že je třeba skončit s tlakem na politickou třídu, aby ona sama podnikla kroky na zkvalitnění demokracie. Sami občané se mají zajímat, jak mohou kvalitu demokracie dostat do popředí politické agendy. Toho má být dosaženo aktivizací občanské společnosti a reformováním politické morálky a praxe na každé úrovni.

## Výběr z bibliografie
- The Student Revolt , Bodley Head, 1970
- Class Conflict and the Industrial Relations Crisis , Humanities Press,1977, ISBN 9780435822507
- (Ed. s Alessandro Pizzorno) The Resurgence of Class Conflict in Western Europe Since 1968, 2 Volumes . Mamillan. 1978, ISBN 9781349030224
- The Politics of Industrial Relations , Fontana, 1979, ISBN 9780006348955
- Trade Unions: The Logic of Collective Action , Fontana, 1982, ISBN 9780006358732
- Industrial Relations and European State Traditions , Clarendon Press, 1993, ISBN 9780198279747
- Social Change in western Europe,Oxford University Press , 1999, ISBN 9780198780687
- Post-democracy, Polity Press , 2004, ISBN 0745633153
- Capitalist Diversity and Change , Oxford University Press, 2005, ISBN 9780199286652
- The Strange Non-death of Neo-liberalism , John Wiley & Sons, 2011, ISBN 9780745652214
- Making Capitalism Fit for Society , Polity Press, 2013, ISBN 9780745672229
- The Knowledge Corrupters. Hidden Consequences of the Financial Takeover of Public Life , Polity Press, 2015, ISBN 9780745669854
- Governing Social Risks in Post-Crisis Europe , Edward Elgar Publishing, 2015, ISBN 9781781004005
- Society and Social Change in 21st Century Europe , Macmillan, 2016, ISBN 9781137277817
- The Globalization Backlash , Polity Books, 2018,  ISBN 9781509533763
- Can Neoliberalism be Saved from Itself? , Social Europe, 2018, ISBN 9781999715113
- Will the Gig Economy Prevail? , Polity Press, 2019, ISBN 9781509532438
- Post-Democracy: After the Crises , Polity Press, 2020, ISBN 9781509541560